# 小山田義孝

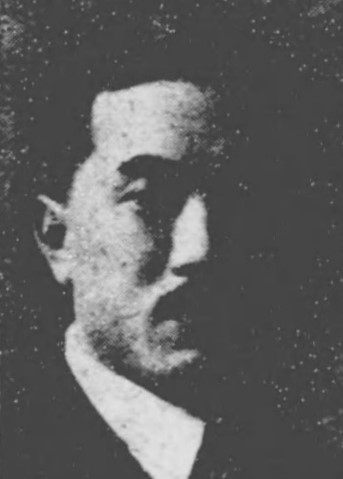
小山田義孝

小山田 義孝（おやまだ よしたか、1896年（明治29年）11月9日 - 1963年（昭和38年）1月31日）は、日本の政治家。衆議院議員（4期）、陸軍参与官、秋田県会議員、秋田県仙北郡西仙北町長、強首村長。

## 経歴
秋田県仙北郡強首村（のち西仙北町を経て、現在の大仙市）出身。早稲田大学専門部政治経済科卒業。陸軍に入り、主計少尉となる。除隊後、帰郷し、強首村議、同村長、同農会長を経て、秋田県議、同参事会員となる。1932年（昭和7年）秋田2区（当時）から立憲政友会公認で立候補し、初当選する。以後、4期連続当選。この間、阿部内閣で陸軍参与官を務めた。太平洋戦争により1943年（昭和18年）に応召されたが、終戦後の1945年（昭和20年）9月に復職した。
戦後、公職追放となる。
追放解除後の1951年（昭和26年）秋田県農業委員会連絡協議会会長、同農業会議議長、全国農業会議議員を歴任した。
1959年（昭和34年）西仙北町長に就任。在任中は公民館や役場新庁舎や火葬場などの建設、町内の各家庭への通電、町章の制定や森林組合の設立、用水路の開通などがあった。ほか、仙北郡町村会長、秋田県総合開発審議会農林部会長などを務めた。
1963年（昭和38年）病気で入院し、2期目を目指したが、町長選挙告示の日に病状が悪化し、急逝した。

## 国政選挙歴
- 1932年（昭和7年）2月20日 - 第18回衆議院議員総選挙（秋田2区・立憲政友会公認・21250票獲得）初当選
- 1936年（昭和11年）2月20日 - 第19回衆議院議員総選挙（秋田2区・立憲政友会公認・15061票獲得）2期連続当選
- 1937年（昭和12年）4月30日 - 第20回衆議院議員総選挙（秋田2区・立憲政友会公認・15666票獲得）3期連続当選
- 1942年（昭和17年）4月30日 - 第21回衆議院議員総選挙（秋田2区・翼賛政治体制協議会推薦・16405票獲得）4期連続当選

## 栄典
- 1964年（昭和39年） - 勲三等旭日中綬章 受勲

## 家族・親族
人事興信録・第4版より。
- 高祖父：小山田文五郎 - 強首村長
- 曾祖父：小山田治右衛門 - 強首村長
- 曾祖母スヱ（文政六、三生、齋藤與左衛門の妹）
- 祖父：小山田治右衛門（嘉永元年十一月二十九日、秋田県会議員、強首村長）
- 祖母・ヒサ（文久元、二生、関節蔵の伯母）
  - 長女・ヤス（明一二、七生、萩原勘右衛門の孫・周治へ嫁ぐ）
  - 次男・静一（明一四、一二生、本郷イクの夫となる）
  - 二女・ユリ（明一六、六生、高根清信の長男・来助に嫁ぐ）
  - 三男・景良（明一八、九生、今吉兵衛の養子となる）

同薰五生、同三女）同尊（同四二、一一生、同五女）同登志（同四五、四生、同六女）同綾（大三、一生、同七女）あり
- 父：小山田貞虎（長男、明四、一一生、秋田県会議員）
- 母・リツ（明九、一二生、石田芳之助の二女）
  - 長女・ミヤ（明二五、六生、三浦駒蔵の三男へ嫁ぐ）
  - 次女・ツハ（同二七、九生、山崎久治の長男・亀治へ嫁ぐ）
  - 長男・義孝（明二九、一一生）
  - 五女・尊（同四二、一一生）
  - 六女・登志（同四五、四生）
  - 七女・綾（大三、一生）
  - 三女[6]薫（五生）

### 一族
- - 弟・小山田四郎（同三二、一〇生、秋田県会議員、強首村長）
  - 弟・猛夫（同三九、四、一一生、同三男[6]）
  - 弟・立男（同三七、六生、同四男[6]）

### 遠縁
福原定吉翁伝より。
- ハツ（小山田治右衛門家の出）
- ハツの夫・渡部良助（南楢岡の地主で、元村長）
  - 長女・千代（淀川の村長・小山田隆治の妻）
  - 次女・ナヲ（雄物川町館合の佐藤団四郎の妻）
  - 三女・タケ子（大曲町長・福原定吉の妻）

## 参考資料
- 衆議院・参議院『議会制度百年史 衆議院議員名鑑』大蔵省印刷局、1990年。
- ザ・選挙
- 歴代知事編纂会編『日本の歴代町村長』第1巻、歴代知事編纂会、1989年。
- 『秋田人名大事典』秋田魁新報社、2000年。